# Lewis and Clark National Historical Park
Le Lewis and Clark National Historical Park est un parc historique national américain dans le comté de Clatsop, en Oregon, et dans le comté de Pacific, dans l'État de Washington. Il a été créé le 19 juillet 2004 et commémore l'expédition Lewis et Clark. Il est géré par le National Park Service.